# Pierina Aiudi
Pierina Aiudi, nota anche con il nome da sposata Pierina Giagnoni (1854 – Genova, 4 gennaio 1890), è stata un'attrice teatrale italiana.

## Biografia
Nacque nel 1854 come figlia d'arte, in quanto i suoi genitori erano gli attori Amilcare Aiudi e Carolina Caracciolo. Studiò presso il collegio Ratti di Bologna. Prima si indirizzò verso l'opera lirica, presto dirottò verso il teatro di prosa e si affermò nei ruoli di "amorosa" e di "prima attrice giovane". Debuttò in La colpa vendica la colpa di Paolo Giacometti, nel ruolo di Nelly, con Tommaso Salvini. Si sposò con due attori brillanti quali Domenico Giagnoni, prima, e Alberto Passerini, poi. A partire dal 1875 fece parte delle più importanti compagnie teatrali dell'epoca, lavorando con Luigi Biagi e A. Casilini, Virginia Marini, Teresa Mariani, Anna Pedretti, Luigi Bellotti Bon e Luigi Monti; nella compagnia di Alessandro Marchetti ottenne ruoli da protagonista.
Il suo repertorio spaziava dalle commedie francesi di successo, p.e. Fernanda e Divorziamo di Victorien Sardou, Testolina sventata e Il fuoco al convento di Théodore Barrière, fino alle più famose piéce di Achille Torelli, Pietro Ferrari e Felice Cavallotti. Aveva capelli biondi e occhi scuri, che le conferivano una «delicata bellezza» e con cui «riusciva a rendere meglio l'agile grazia del repertorio comico che non i duri contrasti di quello drammatico».
Si esibì con successo anche in America grazie alla compagnia diretta da Francesco Pasta. Al ritorno in Italia, morì nel gennaio 1890.